# Macrocentrus pilosus
Macrocentrus pilosus är en stekelart som beskrevs av Watanabe 1967. Macrocentrus pilosus ingår i släktet Macrocentrus och familjen bracksteklar. Inga underarter finns listade i Catalogue of Life.